# Bobby Jones (cestista 1984)
Bobby Ray Jones jr. (Compton, 9 gennaio 1984) è un ex cestista statunitense naturalizzato equatoguineano.

## Caratteristiche tecniche
Ala polivalente, preferibilmente impiegata nello spot "4" di ala grande, è in grado di coprire anche quello di ala piccola con quintetti alti oppure, per periodi limitati, di pivot in quintetti piccoli; ciò in virtù di una prestanza fisica agile, ma al contempo molto potente. Come ogni ala, tuttavia, tende ad iniziare l'azione dall'arco per poi accentrarsi in post basso oppure a provare il tiro da tre punti, in cui ha discrete percentuali. Giocatore "umorale", alterna momenti in cui appare lento o addirittura distratto ad improvvise "fiammate" in cui, sfruttando sovente il mismatch consentito dalla sua fisicità, diventa praticamente inarrestabile. Ha fama di essere eccellente ed eclettico difensore, capace di variare la propria marcatura dal playmaker al pivot avversario. La discontinuità è il suo maggior difetto, sebbene abbia dato prova (come accade a molti giocatori provenienti dalla NBA), di migliorare notevolmente nelle gare di play-off rispetto alla media di quelle della stagione regolare.

## Carriera
Dopo alterne fortune per circa quattro anni nella NBA, nella stagione 2009-10 ha vestito la maglia del Basket Teramo realizzando 11 punti di media per partita.
Il 29 luglio del 2010 diventa ufficialmente un giocatore della Sutor Montegranaro. Il 28 febbraio del 2011 la dirigenza della Fabi Shoes Montegranaro decide di tagliarlo dal roster e al suo posto arriva Ryan Toolson. 
Chiude la sua permanenza a Montegranaro giocando 20 partite con una media di 7,8 punti per gara.
Il 3 marzo del 2011 viene ingaggiato dalla Fulgor Libertas Forlì, squadra che milita in Legadue.
A fine stagione ottiene la salvezza con la Fulgor Libertas Forlì in Legadue realizzando 17,2 punti e catturando 9 rimbalzi per partita.
Nel luglio del 2011 firma un contratto con Pistoia, squadra che milita in Legadue in cui gioca 28 partite di campionato ad una media di 13,8 punti e 8 rimbalzi per partita.
Il 25 luglio 2012 firma un contratto annuale con la Virtus Roma, tornando così a giocare in Serie A.

Nell'estate del 2013 viene confermato nel ruolo di ala grande titolare della squadra della Capitale; tuttavia viene tesserato per il campionato solo l'8 novembre, all'arrivo del suo passaporto equatoguineano.

## Statistiche

### NCAA
| Anno      | Squadra            | PG  | PT  | MP   | TC%  | 3P%  | TL%  | RP  | AP  | PRP | SP  | PP   |
| --------- | ------------------ | --- | --- | ---- | ---- | ---- | ---- | --- | --- | --- | --- | ---- |
| 2002-2003 | Washington Huskies | 27  | 15  | 19,0 | 40,3 | 20,0 | 76,8 | 4,1 | 1,0 | 0,8 | 0,4 | 5,7  |
| 2003-2004 | Washington Huskies | 31  | 25  | 24,6 | 57,0 | 12,5 | 66,4 | 4,9 | 0,8 | 1,2 | 0,5 | 11,2 |
| 2004-2005 | Washington Huskies | 34  | 33  | 25,4 | 51,2 | 51,7 | 68,0 | 5,6 | 1,7 | 1,1 | 0,4 | 11,2 |
| 2005-2006 | Washington Huskies | 33  | 33  | 26,5 | 47,3 | 33,0 | 74,6 | 4,9 | 1,3 | 1,2 | 0,5 | 10,4 |
| Carriera  | Carriera           | 125 | 106 | 24,1 | 50,1 | 36,9 | 70,7 | 4,9 | 1,2 | 1,1 | 0,5 | 9,8  |

#### Massimi in carriera
- Massimo di punti: 22 (4 volte)[3]
- Massimo di rimbalzi: 14 vs Sacred Heart (22 dicembre 2004)
- Massimo di assist: 5 vs Oregon State (18 febbraio 2006)
- Massimo di palle rubate: 4 (2 volte)
- Massimo di stoppate: 3 (3 volte)
- Massimo di minuti giocati: 37 (2 volte)

### NBA

#### Regular season
| Anno      | Squadra            | PG | PT | MP   | TC%  | 3P%  | TL%  | RP  | AP  | PRP | SP  | PP  |
| --------- | ------------------ | -- | -- | ---- | ---- | ---- | ---- | --- | --- | --- | --- | --- |
| 2006-2007 | Philadelphia 76ers | 44 | 5  | 7,6  | 46,2 | 11,1 | 56,1 | 1,3 | 0,4 | 0,3 | 0,0 | 2,5 |
| 2007-2008 | Denver Nuggets     | 25 | 0  | 8,9  | 40,6 | 39,1 | 82,1 | 1,5 | 0,4 | 0,2 | 0,0 | 3,4 |
| 2007-2008 | Memphis Grizzlies  | 9  | 2  | 15,2 | 38,9 | 23,1 | 90,0 | 3,0 | 1,2 | 0,6 | 0,2 | 4,4 |
| 2007-2008 | Houston Rockets    | 4  | 0  | 2,3  | 50,0 | -    | -    | 0,3 | 0,0 | 0,3 | 0,0 | 1,0 |
| 2007-2008 | Miami Heat         | 6  | 0  | 23,8 | 53,1 | 40,0 | 61,5 | 4,0 | 0,8 | 0,3 | 0,0 | 8,0 |
| 2007-2008 | San Antonio Spurs  | 3  | 0  | 6,7  | 25,0 | 0,0  | -    | 0,7 | 0,3 | 0,7 | 0,0 | 0,7 |
| Carriera  | Carriera           | 91 | 7  | 9,5  | 44,2 | 30,6 | 68,5 | 1,6 | 0,5 | 0,3 | 0,0 | 3,2 |

#### Massimi in carriera
- Massimo di punti: 20 vs Seattle SuperSonics (18 gennaio 2008)[4]
- Massimo di rimbalzi: 13 vs Seattle SuperSonics (18 gennaio 2008)
- Massimo di assist: 7 vs vs Seattle SuperSonics (18 gennaio 2008)
- Massimo di palle rubate: 3 vs Seattle SuperSonics (18 gennaio 2008)
- Massimo di stoppate: 1 (4 volte)
- Massimo di minuti giocati: 40 vs Seattle SuperSonics (18 gennaio 2008)